# Нагрудний знак «А. С. Макаренко»

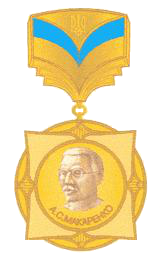
Нагрудний знак «А. С. Макаренко»

Нагру́дний знак «А. С. Мака́ренко» (Нагру́дний знак «Анто́н Мака́ренко») — заохочувальна відомча відзнака Міністерства освіти і науки України. Має третій (найвищий) ступінь серед відзнак, запроваджених міністерством. Названо на честь українського педагога Антона Макаренка.

## Відомості про нагороду
Нагрудним знаком «Антон Макаренко» нагороджуються педагогічні працівники професійно-технічних навчальних закладів, вищих навчальних закладів I—II рівнів акредитації, державні службовці, які досягли визначних успіхів у вихованні підростаючого покоління, науковому та навчально-методичному забезпеченні виховної роботи, підготовці висококваліфікованих педагогічних працівників.